# Байовар
6°04′11″ пд. ш. 80°51′08″ зх. д. / 6.06977778° пд. ш. 80.85236111° зх. д.Байовар (Bayovar) — унікальне за запасами фосфоритів родовище в Перу, провінція Пьюра в сутелі Сечура. Відкрите в 1958 році.

## Характеристика
Розташоване в пустелі Сечура, поблизу узбережжя Тихого океану. Фосфорити пов'язані з мор. міоценовими осадовими відкладами. Потужність продуктивного горизонту близько 40 м. Пласти фосфоритів (1-1,5 м) стабільні за товщиною, складені фосфатними зернами, фосфатизованим детритом морських організмів і слабозцементованою глинисто-кремнисто-карбонатною основною масою. В покрівлі горизонту — карбонатно-теригенні породи потужністю до 12 м. Запаси фосфоритів 1500 млн т, за іншими оцінками 816 млн т, з них із вмістом P2O5 30 % — 262 млн т. Родов. придатне для відкритої розробки.

## Сучасний стан
2001 року власник родовища — компанія Empressa Minera Regional Bayovar (EMRGB) оголосила про продаж ліцензії на розробку фосфатів на площі 74 тис. га в районі родовища Байовар. Якщо продаж відбудеться, новий власник повинен протягом 4-х років побудувати рудник і збагачувальну фабрику потужністю 3 млн т концентрату на рік і встановити обладнання для експорту фосфатів в порту Пайта на узбережжі Тихого океану, а ще через три роки закінчити будівництво заводу діамофосу річною потужністю до 1 млн т і фосфорнокислотної установки.